# Blast Off
Blast Off – singel francuskiego DJ-a i producenta muzycznego Davida Guetty oraz australijskiego DJ-a i piosenkarza Kaz Jamesa, pochodzący z minialbumu Lovers on the Sun EP. Wydany został 9 czerwca 2014. Utwór ukazał się również na ścieżce dźwiękowej Furious 7: Original Motion Picture Soundtrack do filmu Szybcy i wściekli 7.

## Lista utworów i formaty singla
Opracowano na podstawie materiału źródłowego.
- Digital download – edycja radiowa

1. "Blast Off" – 3:07

- Digital download – edycja podstawowa

1. "Blast Off" – 5:37

## Twórcy
Opracowano na podstawie materiału źródłowego.
- David Guetta – producent, autor tekstu, kompozytor
- Kaz James – producent, autor tekstu, kompozytor
- Ralph Wegner – producent, autor tekstu, kompozytor
- Giorgio Tuinfort – producent, autor tekstu, kompozytor
- Ebow Graham – autor tekstu, kompozytor
- Pavan Mukhi – autor tekstu, kompozytor

## Pozycje na listach
| Państwo           | Notowania (2014)     | Najwyższa pozycja |
| ----------------- | -------------------- | ----------------- |
| Belgia (Flandria) | Ultratip 100         | 33                |
| Belgia (Flandria) | Dance Bubbling Under | 4                 |
| Belgia (Walonia)  | Ultratip 50          | 9                 |
| Belgia (Walonia)  | Ultratop Dance 50    | 48                |
| Belgia (Walonia)  | Dance Bubbling Under | 1                 |
| Francja           | Singles Top 100      | 33                |

## Historia wydania
| Państwo           | Data            | Format           | Wytwórnia                                   | Źródło |
| ----------------- | --------------- | ---------------- | ------------------------------------------- | ------ |
| Holandia          | 9 czerwca 2014  | Digital download | Jack Back Records                           | [ 2 ]  |
| Kanada            | 30 czerwca 2014 | Digital download | Atlantic Records                            | [ 4 ]  |
| Stany Zjednoczone | 30 czerwca 2014 | Digital download | Atlantic Records                            | [ 4 ]  |
| Stany Zjednoczone | 30 czerwca 2014 | Digital download | What A Music Parlophone Warner Music France | [ 8 ]  |